# Thumper (videogioco)
Thumper è un videogioco musicale sviluppato da Drool e pubblicato nel 2016 per Microsoft Windows e PlayStation 4.

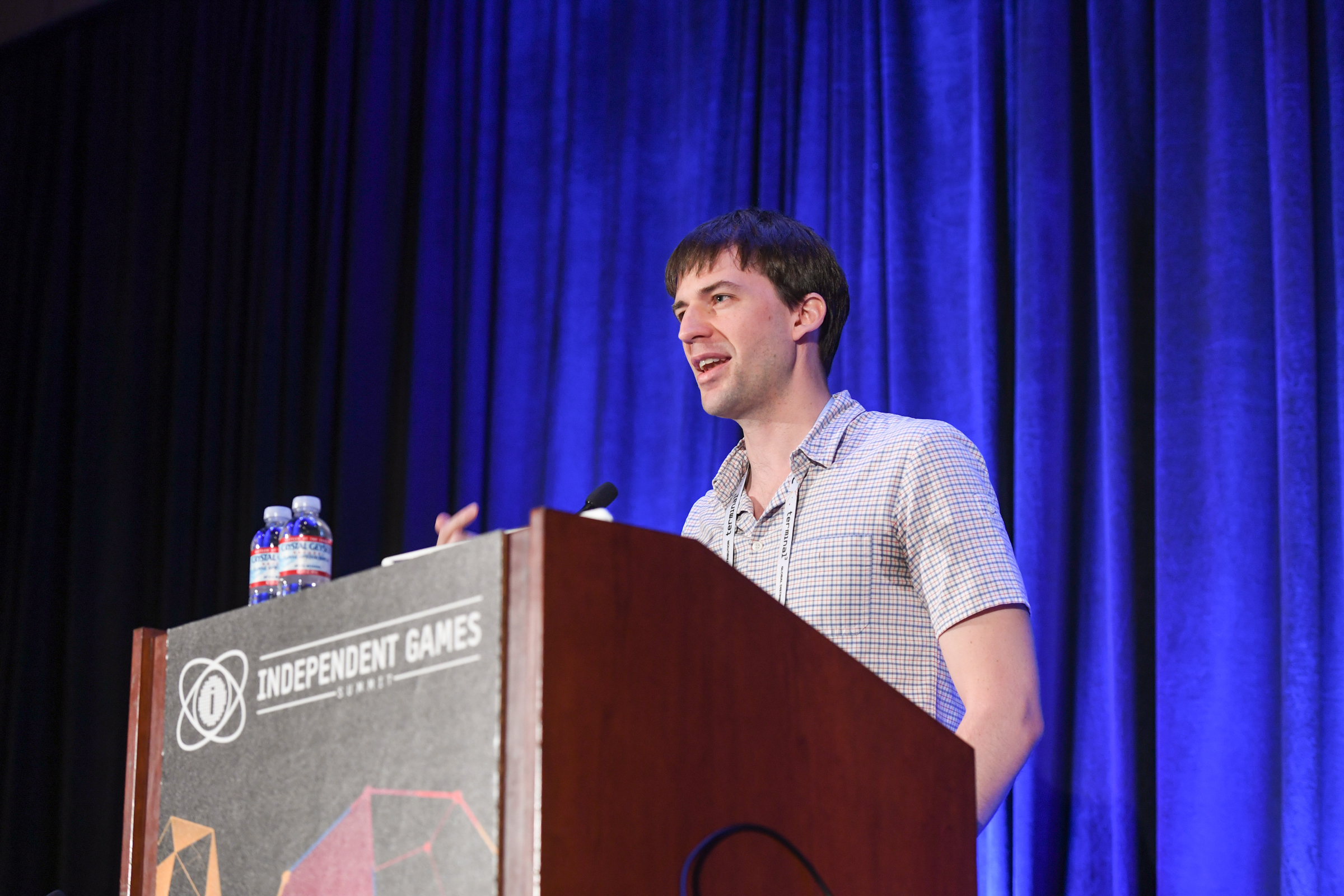
Marc Flury al GDC 2017

Il gioco è stato convertito per Nintendo Switch, Xbox One, iOS e Google Stadia.